# Saison 2020-2021 du Sporting Union Agen Lot-et-Garonne
Cette page présente la saison 2020-2021 du Sporting Union Agen Lot-et-Garonne en Top 14 et en Challenge européen.

## La saison
Avec 26 défaites en 26 matchs, la saison 2020-2021 du SUA est considérée par beaucoup d'observateurs comme la pire de l'histoire de l'élite du rugby français, tous clubs confondus.
Le 1er novembre 2020, le manager Christophe Laussucq et l'entraîneur des avants Rémy Vaquin sont remerciés après une série de sept défaites lors des sept premières journées de championnat et un dernier revers 71 à 5 face à l'Union Bordeaux Bègles. Ils sont remplacés deux semaines plus tard par un trio formé de trois anciens joueurs du club : Régis Sonnes, Djalil Narjissi et Sylvain Mirande. Narjissi quitte le club un mois plus tard seulement ne pouvant cumuler son métier de pompier professionnel à mi-temps, l'entraînement du Sporting et les formations d'entraîneur professionnel inhérentes à sa fonction.

## Entraîneurs

### Jusqu'au1ernovembre 2020
- Philippe Sella : Directeur rugby et développement
- Christophe Laussucq : Manager et entraîneur des trois-quarts
- Rémy Vaquin : Entraîneur des avants
- Benoît Lecouls : Spécialiste de la mêlée (et ostéopathe)

### À partir de novembre 2020
- Philippe Sella : Directeur rugby et développement
- Régis Sonnes : Manager
- Djalil Narjissi : Entraîneur des avants (jusqu'au 14 décembre 2020)
- David Ortiz : Entraîneur des avants (à partir du 11 janvier 2021)
- Sylvain Mirande : Entraîneur des arrières

## Effectif
| Nom                      | Poste     | Naissance         | Nationalité sportive | Sélections        | Dernier club           | Arrivée au club (année) |
| ------------------------ | --------- | ----------------- | -------------------- | ----------------- | ---------------------- | ----------------------- |
| Giorgi Tetrashvili       | Pilier    | 31 août 1993      | Géorgie              |                   | SC Albi                | 2014                    |
| Dave Ryan (en)           | Pilier    | 21 avril 1986     | Irlande              |                   | Ulster                 | 2015                    |
| Fernandez Correa         | Pilier    | 27 novembre 1997  | Sénégal              |                   | Formé au club          | 2017                    |
| Alex Burin               | Pilier    | 14 décembre 1999  | France               |                   | Formé au club          | 2018                    |
| Walter Desmaison         | Pilier    | 18 octobre 1991   | France               |                   | Stade montois          | 2019                    |
| Malino Vanai             | Pilier    | 4 mai 1993        | France               |                   | US Montauban           | 2019                    |
| Tapu Falatea             | Pilier    | 12 décembre 1988  | France               |                   | Castres olympique      | 2020                    |
| Kévin Yaméogo            | Pilier    | 19 mai 1997       | France               | -                 | Lyon OU                | 2020                    |
| Zakaria El Fakir         | Pilier    | 29 janvier 1997   | France               | -                 | Union Bordeaux Bègles  | 2021                    |
| Marc Barthomeuf          | Talonneur | 19 juillet 1991   | France               |                   | ASM Clermont Auvergne  | 2009                    |
| Charly Morlay            | Talonneur | 9 mai 1995        | France               |                   | Formé au club          | 2014                    |
| Paul Ngauamo             | Talonneur | 19 février 1990   | Tonga                |                   | Stade montois          | 2017                    |
| Clément Martinez         | Talonneur | 14 mars 1996      | France               |                   | Biarritz olympique     | 2019                    |
| Loris Zarantonello       | Talonneur | 17 novembre 2000  | France               |                   | US Montauban           | 2019                    |
| Andrés Zafra             | 2e ligne  | 26 mars 1996      | Colombie             |                   | Lyon OU                | 2018                    |
| Thomas Geffré            | 2e ligne  | 24 décembre 1998  | France               |                   | Stade niortais rugby   | 2018                    |
| Gauthier Maravat         | 2e ligne  | 11 juin 2000      | France               |                   | Formé au club          | 2018                    |
| Jeremy Jordaan           | 2e ligne  | 6 février 1991    | Afrique du Sud       |                   | Enisey-STM Krasnoïarsk | 2019                    |
| Pierce Phillips          | 2e ligne  | 6 octobre 1992    | Angleterre           |                   | Worcester Warriors     | 2019                    |
| Victor Moreaux           | 2e ligne  | 19 septembre 1993 | France               |                   | Castres olympique      | 2020                    |
| Corentin Vernet          | 2e ligne  | 27 septembre 1996 | France               |                   | RC Toulon              | 2020                    |
| Sacha Yahi               | 2e ligne  | 28 décembre 1999  | France               |                   | Formé au club          | 2020                    |
| Jessy Jegerlehner        | 3e ligne  | 27 mai 1997       | France               |                   | Formé au club          | 2015                    |
| Vincent Farré            | 3e ligne  | 6 juin 1990       | France               |                   | SC Albi                | 2017                    |
| Romain Briatte           | 3e ligne  | 18 mars 1993      | France               |                   | Stade aurillacois      | 2018                    |
| Loïc Hocquet             | 3e ligne  | 19 janvier 1999   | France               |                   | Formé au club          | 2018                    |
| Dylan Hayes              | 3e ligne  | 11 février 1994   | Nouvelle-Zélande     |                   | Soyaux Angoulême XV    | 2019                    |
| Laurence Pearce          | 3e ligne  | 3 décembre 1990   | Angleterre           |                   | Stade montois          | 2018                    |
| Camille Gérondeau        | 3e ligne  | 12 mars 1988      | France               |                   | Castres olympique      | 2020                    |
| Samuel Nollet            | 3e ligne  | 2 août 2001       | France               |                   | Formé au club          | 2020                    |
| Paul Abadie              | Mêlée     | 28 juillet 1994   | France               |                   | Formé au club          | 2012                    |
| Hugo Verdu               | Mêlée     | 28 juillet 1994   | France               |                   | Formé au club          | 2016                    |
| Yoan Cottin              | Mêlée     | 31 janvier 1998   | France               |                   | RC Toulon              | 2020                    |
| Raphaël Lagarde          | Ouverture | 30 octobre 1988   | France               |                   | Racing 92              | 2019                    |
| Noel Reid                | Ouverture | 22 mai 1990       | Irlande              | Drapeau : Irlande | Leicester Tigers       | 2020                    |
| Sam Vaka (en)            | Centre    | 26 octobre 1992   | Nouvelle-Zélande     |                   | Counties Manukau       | 2017                    |
| Johann Sadie             | Centre    | 23 janvier 1989   | Afrique du Sud       |                   | Cheetahs               | 2015                    |
| Nathan Decron            | Centre    | 17 février 1998   | France               |                   | Union Bordeaux Bègles  | 2019                    |
| Tyren Kroos              | Centre    | 14 février 2000   | Pays-Bas             |                   | Northwood School       | 2019                    |
| Jordan Puletua           | Centre    | 28 février 1990   | Nouvelle-Zélande     |                   | AS Béziers             | 2019                    |
| Aurélien Labau           | Centre    | 13 avril 1999     | France               |                   | Formé au club          | 2020                    |
| Timilai Rokoduru         | Ailier    | 21 janvier 1993   | Fidji                |                   | Soyaux Angoulême XV    | 2018                    |
| Valentin Saurs           | Ailier    | 12 février 1995   | France               |                   | Formé au club          | 2015                    |
| Julien Jané              | Ailier    | 12 septembre 1989 | France               |                   | Aviron bayonnais       | 2019                    |
| Louis Gauban             | Ailier    | 19 juin 1998      | France               |                   | Villeneuve XIII        | 2019                    |
| Tevita Railevu           | Ailier    | 5 mars 1997       | Fidji                |                   | Stade rochelais        | 2020                    |
| Gabriel Ibitoye          | Ailier    | 5 mars 1998       | Angleterre           |                   | Harlequins             | 2020                    |
| Jamie-Jerry Taulagi (en) | Ailier    | 18 juin 1993      | Samoa                |                   | Stade montois          | 2020                    |
| Mathieu Lamoulie         | Arrière   | 7 août 1990       | France               |                   | US Bressane            | 2010                    |
| Loris Tolot              | Arrière   | 3 mars 1991       | France               |                   | US Montauban           | 2017                    |
| Jean-Marcellin Buttin    | Arrière   | 16 décembre 1991  | France               |                   | Lyon OU                | 2020                    |

## Calendrier et résultats

### Top 14
| - SU Agen - Castres olympique : 22-26 - Section paloise - SU Agen : 33-23 - ASM Clermont - SU Agen : 31-12 - SU Agen - Stade français : 3-20 - Montpellier HR - SU Agen : 42-13 - SU Agen - Aviron bayonnais : 15-26 - Union Bordeaux Bègles - SU Agen : 71-5 - SU Agen - Lyon OU : 16-19 - SU Agen - RC Toulon : 9-38 - Stade toulousain - SU Agen : 63-18 - SU Agen - CA Brive : 6-15 - Racing 92 - SU Agen : 45-10 - SU Agen - Stade rochelais : 13-43 | - Castres olympique - SU Agen : 39-23 - SU Agen - Section paloise : 7-47 - SU Agen - ASM Clermont : 16-52 - Stade français - SU Agen : 40-21 - SU Agen - Montpellier HR : 19-39 - Aviron bayonnais - SU Agen : 48-20 - SU Agen - Union Bordeaux Bègles : 3-49 - Lyon OU - SU Agen : 52-7 - RC Toulon - SU Agen : 34-17 - SU Agen - Stade toulousain : 0-59 - CA Brive - SU Agen : 57-3 - SU Agen - Racing 92 : 14-54 - Stade rochelais - SU Agen : 59-0 |

### Challenge européen
Dans le Challenge européen, le SU Agen est opposé aux Anglais des London Irish et aux Italiens du Benetton Rugby.
| - SU Agen - London Irish : 8-34 - Benetton Rugby - SU Agen : 0-28 | - SU Agen - Benetton Rugby : - London Irish - SU Agen : |

Avec 1 victoire et 1 défaite, le SU Agen termine 7e et est qualifié pour les huitièmes de finale.
Phases finales
Huitièmes de finale
- Benetton Trévise -  SU Agen : 29-16

## Statistiques

### Championnat de France
Meilleurs réalisateurs
| Rang | Joueur | Poste | Points | Essais | Transf. | Pén. | Drops |
| ---- | ------ | ----- | ------ | ------ | ------- | ---- | ----- |
| 1    | -      | -     | -      | -      | -       | -    | -     |
| 2    | -      | -     | -      | -      | -       | -    | -     |
| 3    | -      | -     | -      | -      | -       | -    | -     |

Meilleurs marqueurs
| Rang | Joueur | Poste | Essais |
| ---- | ------ | ----- | ------ |
| 1    | -      | -     | -      |
| 2    | -      | -     | -      |
| 3    | -      | -     | -      |
| 4    | -      | -     | -      |
| 5    | -      | -     | -      |

### Coupe d'Europe
Meilleurs réalisateurs
| Rang | Joueur | Poste | Points | Essais | Transf. | Pén. | Drops |
| ---- | ------ | ----- | ------ | ------ | ------- | ---- | ----- |
| 1    | -      | -     | -      | -      | -       | -    | -     |
| 2    | -      | -     | -      | -      | -       | -    | -     |
| 3    | -      | -     | -      | -      | -       | -    | -     |

Meilleurs marqueurs
| Rang | Joueur | Poste | Essais |
| ---- | ------ | ----- | ------ |
| 1    | -      | -     | -      |
| 2    | -      | -     | -      |
| 3    | -      | -     | -      |
| 4    | -      | -     | -      |
| 5    | -      | -     | -      |